# Érika Coimbra
Érika Kelly Pereira "Kiki" Coimbra (Belo Horizonte, 23 de março de 1980) é uma jogadora de voleibol brasileira.
Pela seleção brasileira, iniciou sua trajetória no ano de 1996 quando foi convocada pela primeira vez para integrar a categoria de base e sagrou-se campeã sul-americana infanto-juvenil e um ano mais tarde, em 1997, já conquistou o Mundial Infanto-Juvenil. Além de campeã, Érika foi a maior pontuadora do torneio. Marca que rendeu a ela o título de melhor atacante e jogadora do Mundial.
A jogadora ainda participou da campanha que rendeu ao Brasil a medalha de ouro no Pan de Winnipeg 1999. Na Olimpíada de Sydney 2000 conquistaria com a equipe a medalha de bronze.

## Principais conquistas
- 1999 - Ouro no Panamericano de Winnipeg
- 2000 - Bronze nas Olimpíadas de Sydney
- 2004 - Campeã do Grand Prix
- 2007 - Prata no Panamericano do Rio
- Hexacampeã da Superliga (1997/98, 1999/2000,08/09 pelo Rexona-Ades (atualmente conhecido como Unilever/Rio de Janeiro), 2001/02 pelo MRV/Minas, 2003/04 e 2004/05 pelo Finasa/Osasco)

## Clubes
| Clube                       | País       | De   | Até  |
| --------------------------- | ---------- | ---- | ---- |
| Mackenzie E.C.              | Brasil     | 1994 | 1997 |
| Rexona                      | Brasil     | 1997 | 2001 |
| MRV/Minas                   | Brasil     | 2001 | 2003 |
| Finasa/Osasco               | Brasil     | 2003 | 2005 |
| Oi/Macaé                    | Brasil     | 2005 | 2006 |
| BigMat Sanpaolo Chieri      | Itália     | 2006 | 2007 |
| Brasil Telecom/Brusque      | Brasil     | 2007 | 2008 |
| Unilever                    | Brasil     | 2008 | 2010 |
| Galatasaray Medical Park    | Turquia    | 2010 | 2011 |
| Igtisadchi Baku             | Azerbaijão | 2011 | 2012 |
| Terracap/BRB/Brasília Vôlei | Brasil     | 2013 | 2015 |
| Concilig/Bauru              | Brasil     | 2015 | 2016 |
| Vôlei Hinode Barueri        | Brasil     | 2016 | 2018 |
| Maccabi XT Haifa            | Israel     | 2018 | 2019 |